# فينس غرايمز
فينس غرايمز (بالإنجليزية: Vince Grimes)‏ (13 مايو 1954 في المملكة المتحدة - ) هو لاعب كرة قدم بريطاني في مركز الوسط. لعب مع برادفورد سيتي وسكونثورب يونايتد وهال سيتي وغرانتهام تاون ‏.